# Chrysiptera annulata
Chrysiptera annulata es una especie de peces de la familia Pomacentridae en el orden de los Perciformes.

## Morfología
Los machos pueden llegar alcanzar los 8 cm de longitud total.

## Hábitat
Es un pez de mar.

## Distribución geográfica
Se encuentra desde el Mar Rojo hasta Durban (Sudáfrica), Madagascar, Reunión y Mauricio.